# 가난한 콘라트
가난한 콘라트(독일어: Armer Konrad) 또는 가난한 쿤츠(독일어: Armer Kunz)란 1514년 울리히 폰 뷔르템베르크 공작의 통치에 반하여 일어난 민란에 참여한 여러 농민 비밀결사들을 가리키는 이름이다. 본래 귀족들이 "가난한 것들"이라는 뜻으로 부른 멸칭을 농민들이 받아들여 사용한 것이다. 농민군의 기에는 "콘라트군(독일어: Der arme Conrad)"이라는 글자 아래 십자가가 있고 그 앞에 누운 농부를 그렸다.
울리히 공작의 방탕사치한 생활로 뷔르템베르크 공국의 재정은 파탄지경에 이르렀다. 한편 농촌 주민들이 농노제 하에서 영주권에게 괴롭힘당하는 정도는 날로 심해졌다. 1513년, 부르고뉴 공국과의 전쟁을 계획하던 공작은 전비 마련을 위해 자기 씀씀이를 줄이는 대신 세금을 올렸다. 슈투트가르트와 튀빙겐의 시민들이 부유세 내기를 거부하자 공작은 고기, 와인, 과일에 물품세를 매겼다. 이는 가난한 인구에게 더 불이익이 되는 것이었다. 1508년에서 1513년까지 흉작이 계속되었기에 소농민들은 세금을 감당할 수 없었다. 자연히 식료품 가격이 대폭 올랐다. 세금 징수를 위해 울리히는 무게 단위를 줄였고, 밀가루 1 킬로그램 값으로 700 그램밖에 살 수 없게 되었다. 민중들은 이 조치에 분개했다.
이 조치에 항의하려는 목적으로 1514년 5월 2일 보이텔스바흐 사람 페터 가이스가 울리히 공작이 도입한 새 분동들에 대한 시련 재판을 벌였다. 렘스강에 집어던져진 분동들이 죄가 없다면 물에 떠올라야 했다. 당연히 분동들은 가라앉았고, 엉터리임이 "입증"되었다. 예상된 바와 같이 이는 농민들의 권리를 "입증"하는 것이었다.
다음 날, 분동들을 넘겨달라는 페터 가이스의 요구사항들은 공국 당국에 의해 거부되었다. 이에 가이스는 불만이 가득한 농민들을 소집해 근처 읍성인 쇠른도르프로 갔다. 별다른 충돌은 없었지만 경각심을 느낀 공작은 원성이 높은 세금을 인하했다. 이에 렘스강 계곡 일대의 상황은 일시적으로 진정되었다.
그러나 그 직후 레온베르크와 그뤼닝겐에서 신부 라인하르트 가이슬린이 선동하여 폭동이 발생했다. 페터 가이스도 공국 곳곳을 다니면서 울리히 공작에 대항해 봉기할 것을 사람들에게 설득했다. 7월 중순에 농민군은 10일간 쇠른도르프를 점령했고, 혼란 가운데 울리히 공작은 간신히 내뺐다. 농민군은 뷔르템베르크 공국 곳곳을 행진하다 보이텔스바흐 근교의 카펠베르크에 진을 쳤다. 그러나 잘 무장된 공국군이 다가온다는 소식에 많은 농민들이 진에서 이탈했다. 그 뒤 몰려온 공국군은 별다른 저항 없이 렘스강 계곡을 점령했고, 쇠른도르프에 남은 농민군 1,700 여명을 끌고나와 고문하고 투옥했다. 민란 지도자들은 참수되었다. 생존자들에게도 벌금이 매겨졌고, 그들의 권리는 박탈되었다.
평화는 오래 가지 않았다. 불과 10여년 뒤 농민들은 더 큰 민란을 일으켰다. 독일농민전쟁이 바로 그것이다.
2014년 민란 500주년 기념우표가 발행되었고, 벨바흐, 회른도르프, 바인슈타트, 바이블링겐 등지에서 전시회가 열렸다.